# Macroglossus sobrinus
Macroglossus sobrinus — вид рукокрилих, родини Криланових.

## Поширення, поведінка
Країни проживання: Камбоджа, Китай, Індія, Індонезія, Лаос, Малайзія, М'янма, Таїланд, В'єтнам. Зустрічається в низовинних і гірських лісах від рівня моря до 2000 м над ним. Зустрічається у вторинних місцях проживання, а також у старих фруктових садах, бананових плантаціях, також поширені в асоціації з людьми, особливо під дахами будинків. лаштує сідала окремо або кількома тваринами, зазвичай в загорненому банановому листі.